# Lawrence Durrell
Lawrence George Durrell (Jalandhar, 27 februari 1912 – Sommières, 7 november 1990) was een Brits dichter, romanschrijver, toneelschrijver en reisschrijver. Tijdens zijn leven wilde hij niet slechts geassocieerd worden met het Verenigd Koninkrijk, en zag zichzelf meer als een wereldburger. Zijn bekendste werk is de tetralogie Het Alexandriakwartet.

## Leven en werk
Durrell werd geboren in Jalandhar, Brits-Indië, als zoon van de kolonisten Louisa en Lawrence Samuel Durrell. Hij ging tot zijn elfde naar het St Joseph’s College in North Point, Darjeeling. Daarna werd hij door zijn ouders naar Engeland gestuurd om te gaan studeren aan de St Edmund's School, Canterbury. Zijn opleiding was echter geen succes en hij faalde voor het universitaire toelatingsexamen. Op zijn 15e begon hij daarom met het schrijven van gedichten. Zijn eerste verzameling, Quaint Fragment, verscheen in 1931.
Op 22 januari 1935 trouwde Durrell met Nancy Isobel Myers; zijn eerste van in totaal vier huwelijken.
Durrell kon zijn draai niet vinden in Engeland, en overtuigde daarom zijn vrouw, moeder en broer Gerald Durrell om naar het Griekse eiland Korfoe te verhuizen. Datzelfde jaar verscheen zijn eerste roman, Pied Piper of Lovers, uitgegeven door Cassell. Op Korfoe woonden Durrell en Nancy in een groot aantal verschillende huizen, waaronder het “witte huis” aan de kust bij Kalami. Deze periode uit zijn leven werd door Durrell als basis gebruikt voor zijn roman Prospero's Cell.
In augustus 1937 reisden Durrell en Nancy naar de Villa Seurat in Parijs om Henry Miller en Anaïs Nin te ontmoeten. Samen met Alfred Perles, begonnen Nin, Miller en Durrell een eigen literaire beweging zoals ze het noemden. Hun projecten omvatten onder andere 'The Shame of the Morning' en de 'Booster'. Ze begonnen ook aan de Villa Seurat-serie om Durrells The Black Book, Millers Max and the White Phagocytes, en Nins Winter of Artifice te kunnen publiceren. The Black Book was Durrells eerste noemenswaardige roman, vooral vanwege de milde pornografische ondertoon.
Toen de Tweede Wereldoorlog uitbrak, keerden Durrells moeder, broers en zussen terug naar Engeland. In 1940 kregen Durrell en zijn vrouw een dochter; Penelope Berengaria. Toen Griekenland werd veroverd door nazi-Duitsland, ontsnapten Durrell en Nancy via Kreta naar Alexandrië in Egypte. Tijdens de rest van de oorlog deed Durrell dienst als medewerker van de pers voor de Britse ambassades in Caïro en Alexandrië. In Alexandrië ontmoette Durrell ook Eve (Yvette) Cohen, een Joodse vrouw die model stond voor de protagonist in zijn roman Justine.
In 1942 scheidde Durrell van Nancy. In 1947 trouwde hij met Eve Cohen, met wie hij in 1951 een dochter kreeg; Sappho Jane. In 1947 werd Durrell aangewezen als voorzitter van de British Council Institute in Córdoba, Argentinië. Hier gaf hij gedurende 18 maanden lezingen over culturele topics. In de zomer van 1948 keerde Durrell terug naar Londen, waar hij korte tijd later werd overgeplaatst naar Belgrado Hier bleef hij tot 1952. Zijn verblijf aldaar gaf hem inspiratie voor zijn boek White Eagles over Serbia (1957). In 1952 verhuisde hij naar Cyprus, alwaar hij Engels ging doceren aan het Pancyprian Gymnasium. Op Cyprus schreef hij Bitter Lemons, waarin zijn leven op Cyprus wordt omschreven. Hiervoor won hij in 1957 de Duff Cooper Prize. In 1954 werd Durrell lid van de Royal Society of Literature.
In 1957 publiceerde Durrell Justine, het eerste deel van zijn beroemdste werk; Het Alexandriakwartet. Justine, Balthazar (1958), Mountolive (1959) en Clea (1960) behandelen allemaal gebeurtenissen in het Alexandrië van voor en tijdens de Tweede Wereldoorlog. De eerste drie boeken vertellen hetzelfde verhaal, maar vanuit verschillende perspectieven. De vier boeken werden goed ontvangen door critici. Er werd zelfs gespeculeerd dat Durrell voor zijn boeken een nominatie voor de Nobelprijs voor de Literatuur zou krijgen, maar dit gebeurde niet. De boeken werden eind 1969 verfilmd door George Cukor, maar hij versimpelde het verhaal hiervoor tot een melodrama dat geen succes werd.
In 1955 scheidde Durrell van Eva Cohen. In 1961 trouwde hij met Claude-Marie Vincendon. Zij stierf in 1967 aan kanker. Zijn vierde en laatste huwelijk was in 1973 met Ghislaine de Boysson. In 1979 liep ook dit huwelijk stuk.
Durrell vestigde zich in Sommières, een klein dorp in Languedoc, Frankrijk. Hier schreef hij The Revolt of Aphrodite, een samenvoeging van Tunc (1968) en Nunquam (1970), en The Avignon Quintet. Met beide boeken probeerde hij het succes van zijn Alexandriakwartet te evenaren door dezelfde stijl en thema’s te gebruiken. Zijn boek Constance, or Solitary Practices, wat gaat over het door nazi-Duitsland bezette Frankrijk, werd in 1982 genomineerd voor een Booker Prize.
Durrell leed vele jaren aan emfyseem. Hij stierf in november 1990 op 78-jarige leeftijd aan een beroerte.

## Werken

### Romans
- Pied Piper of Lovers (1935)
- Panic Spring, under the pseudonym Charles Norden (1937)
- The Black Book  (1938)
- Cefalu (1947; heruitgebracht als The Dark Labyrinth in 1958)
- White Eagles Over Serbia (1957)
- The Alexandria Quartet (1962)
  - Justine (1957)
  - Balthazar (1958)
  - Mountolive  (1958)
  - Clea (1960)
- The Revolt of Aphrodite (1974)
  - Tunc (1968)
  - Nunquam (1970)
- The Avignon Quintet (1992)
  - Monsieur: or, The Prince of Darkness (1974)
  - Livia: or, Buried Alive (1978)
  - Constance: or, Solitary Practices (1982)
  - Sebastian: or, Ruling Passions (1983)
  - Quinx: or, The Ripper's Tale (1985)

### Reisverslagen
- Prospero's Cell: A guide to the landscape and manners of the island of Corcyra[Corfu] (1945; republished 2000) (ISBN 0-571-20165-2)
- Reflections on a Marine Venus (1953)
- Bitter Lemons (1957; republished as Bitter Lemons of Cyprus 2001)
- Blue Thirst (1975)
- Sicilian Carousel (1977)
- The Greek Islands (1978)
- Caesar's Vast Ghost (1990)

### Gedichten
- Quaint Fragments (1931)
- Ten Poems (1932)
- Transition: Poems (1934)
- A Private Country (1943)
- Cities, Plains and People (1946)
- On Seeming to Presume (1948)
- Selected Poems: 1953–1963 Edited by Alan Ross (1964)
- The Ikons (1966)
- The Suchness of the Old Boy (1972)
- Collected Poems: 1931–1974 Edited by James A. Brigham (1980)
- Selected Poems of Lawrence Durrell Edited by Peter Porter (2006)

#### Drama
- Bromo Bombastes, under the pseudonym Gaffer Peeslake (1933)
- Sappho: A Play in Verse (1950)
- An Irish Faustus: A Morality in Nine Scenes (1963)
- Acte (1964)

#### Humor
- Esprit de Corps (1957)
- Stiff Upper Lip (1958)
- Sauve Qui Peut (1966)
- Antrobus Complete (1985)

### Brieven en essays
- A Key to Modern British Poetry (1952)
- Lawrence Durrell and Henry Miller: A Private Correspondence (1962) bewerkt door George Wickes
- Spirit of Place: Letters and Essays on Travel (1969) bewerkt door Alan G. Thomas
- Literary Lifelines: The Richard Aldington—Lawrence Durrell Correspondence (1981) bewerkt door Ian S. MacNiven en Harry T. Moore
- A Smile in the Mind's Eye (1982)
- "Letters to T. S. Eliot." (1987) Twentieth Century Literature vol. 33 no. 3 pp. 348–58.
- The Durrell-Miller Letters: 1935–80 (1988) bewerkt door Ian S. MacNiven
- Letters to Jean Fanchette (1988) edited by Jean Fanchette